# Sieniawa (rejon tarnopolski)
Sieniawa – wieś na Ukrainie w rejonie tarnopolskim należącym do obwodu tarnopolskiego.
Obok wsi przechodziła granica pomiędzy Monarchią Habsburgów a Imperium Rosyjskim.
W II Rzeczypospolitej wieś w powiecie zbaraskim województwa tarnopolskiego. 
W 11 lutego 1944 nacjonaliści ukraińscy z OUN-UPA zamordowali tutaj 26 Polaków.
Do 2020 w rejonie zbaraskim.